# Nordsjö, Västerlövsta
Nordsjö är en by i Västerlövsta socken, Heby kommun.
Namnet kommer av byns läge vid norra änden av Vansjön, vid den vik som kallas Nordsjön. Äldsta belägg härrör från 1394, de en Halvard i Huddungeby bytte till sig jord i byn. Under 1500-talet omfattar byn två mantal skatte.
Öster om byn på dess marker på östra sidan om Nordsjön där torpet Bolandet tidigare låg ligger Nordsjö fritidshusområde.